# Ландкерн
Ландкерн (нем. Landkern) — община в Германии, в земле Рейнланд-Пфальц.
Входит в состав района Кохем-Целль. Подчиняется управлению Кайзерзеш. Население составляет 938 человек (на 31 декабря 2010 года). Занимает площадь 10,61 км².